# أحمد عمر (كاتب أطفال)
أحمد عمر  (1358- 1446 هـ /1939- 2024 م) كاتب صحفي مصري، من روَّاد صِحافة الأطفال، صاحب فكرة مجلة ماجد للأطفال الإماراتية، ومبتكر شخصياتها، ومؤسسها ومدير تحريرها على مدار 30 عامًا، من عام 1979 حتى 2009. أصبحت المجلة تحت قيادته أشهرَ مجلة للأطفال والأكثر توزيعًا في العالم العربي.

## ولادته وتحصيله
ولد أحمد بن محمد عمر في القاهرة، يوم الاثنين 12 شعبان 1358هـ الموافق 25 سبتمبر 1939م، وتخرَّج في كلية الآداب قسم الصِّحافة، حاصلًا على شهادة ليسانس الصِّحافة منها. حفظ ثلث القرآن الكريم في الكُتَّاب، بدأ رحلته مع القراءة منذ نعومة أظفاره، وكان قارئًا نهمًا عاشقًا للكتب. وكانت المكتبات المدرسية والعامَّة ملاذَه المفضَّل في أوقات فراغه، حيثُ ينهل من كتبها المتنوِّعة.
أنشأ أحمد عمر مكتبته الخاصَّة التي ضمَّت آلاف العناوين، وكان يرتاد سوق سور الأزبكية في القاهرة لشراء الكتب المستعملة التي تُباع بأسعار زهيدة. وكانت هذه الكتب رفيقَه الدائم في رحلته الأدبية والثقافية الفكرية، وساعدته القراءة على تشكيل رؤيته وإثراء أفكاره، التي تجلَّت في أعماله الأدبية وفي صِحافة الأطفال التي كان من روَّادها.
كان يقرأ ليصنع مخزونًا فكريًّا في ذاكرته، وكانت كتب التراث التي قرأ منها في وقت مبكر، هي التي تتصدَّر اهتماماته، إضافة إلى روايات نجيب محفوظ التي تغوص في حياة الحارة المصرية بكل تفاصيلها وتفاعلاتها، وهناك مؤلفون آخرون تأثر بكتاباتهم أمثال يوسف إدريس، وجمال الغيطاني، ومحمد حسنين هيكل وغيرهم.

## عمله ووظائفه
استهلَّ مسيرته المِهَنية بالعمل في صحيفة الاتحاد الإماراتية، وكان عضوًا في فريقها المؤسس، وشارك في وضع لبِناتها الأولى. وتولى قسم المحلِّيات فيها، ومتابعة أخبار المؤسس الشيخ زايد بن سلطان آل نهيَّان.

اسم أحمد عمر مديرًا لتحرير مجلة باسم

وكان الإنجاز الأكبر في حياته العملية، تأسيس مجلة ماجد للأطفال وتولِّيه رئاسة تحريرها عام 1979، التي وُلدت فكرتها في أروقة صحيفة الاتحاد، لتتحوَّل لاحقًا إلى إحدى أهم مجلات الأطفال في العالم العربي. وقد انطلق بها من حاجة الأطفال العرب إلى مجلة مطبوعة تعبِّر عنهم، وتنمِّي خيالهم وعقولهم، وعمل مع نخبة من الصَّحَفيين والرسَّامين في تحويلها إلى وسيلة للتعبير عن فكر الطفل العربي ومشاعره بالكلمة والرسم.
وأسهم أحمد عمر بعمله الدؤوب في جعل مجلة ماجد رمزًا للطفولة العربية، ومحطة أساسية في ذكريات الأجيال المتعاقبة. وصار يَعُد مجلة ماجد ولدَه، إذ لم يكن له أبناء. وكان رجلًا بالغ المهنية والدقة والشغف، يقضي ليله ونهاره في أروقة المجلة، يبدع ويخطط ويتابع الكتَّاب والموادَّ، ويحضِّر الأعداد، وعند طبع أي عدد جديد من المجلة، يكون واضعًا أعداد أسابيعَ أُخرى جاهزة قبلها.

## مجلة ماجد

غلاف العدد الأول من مجلة ماجد بتاريخ 28 فبراير 1979م

كان الاسم المقترَح للمجلة أولًا هو (مجلة دانة) ثم استقرَّ الرأيُ على تسميتها (مجلة ماجد)، وكلَّف أحمد عمر الكاتبَ خليل الحدَّاد كتابةَ كلماتِ أغنية وتلحينها تكون دعاية للمجلة، فكتب الأغنية ولحنها، وسُجلت بأصوات عدد من الأطفال مع فرقة موسيقية. وبُثت الأغنية في تلفزيون أبو ظبي وغيره من التلفزيونات العربية، ولاقت قَبولًا ممَّا حقَّق شهرة كبيرة للمجلة.
وصدر أولُ أعداد المجلة في يوم الأربعاء 28 من فبراير (شُباط) 1979، بعدد نسخ وصل إلى خمسة آلاف نسخة، وُزِّعت مجَّانًا واختفت فورًا من الأسواق. وكانت شخصية ماجد طفلًا يعبِّر عن القيم الإنسانية، بعيدًا عن الأبطال الخارقين، ممَّا جعله قريبًا من قلوب الأطفال. واستمرَّت مجلة ماجد في الصدور أسبوعيًّا (كل أربعاء) من دون انقطاع، محقِّقة انتشارًا واسعًا في العالم العربي.
ظلَّ أحمد عمر يُشرف على المجلة ويدير تحريرها، على مدار قرابة 30 عامًا من عام 1979 حتى 2009، مقدِّمًا مقالاتٍ توجيهيةً للأطفال، وسيناريوهات لقصص مصوَّرة. واستمرَّ في إثراء أعدادها بقصص الشخصيات التي اشتَهَرت بها، كشخصيَّة زكية الذكية، والنقيب خلفان، وغيرهما من الشخصيات المحبوبة والمفضَّلة لديهم. وكانت افتتاحيات مجلة ماجد التي يكتبها، دروسًا أسبوعية يتلقَّاها الصغار والكبار على حدٍّ سواء، وكانت مُفعمةً بعبارات تربوية وشِحنات تعليمية، جعلت منه رائدًا تربويًّا، لِما كانت تحمل كلماته من هدف سام، لرجل سخَّر ثقافته الواسعة في خدمة أبناء أمَّته.
ولتعمُّقه في معرفة خبايا الطفولة وأسرارها، تمكَّن أحمد عمر من جذب اهتمام الأطفال العرب من المحيط إلى الخليج، وأصبح جمهور المجلة يُقدَّر بمئات الآلاف من الأطفال العرب. قال أحمد عمر: «تشجيع الأطفال على القراءة مسؤولية مشتركة بين الأسرة والمدرسة والمجلة، فإذا لم يهتمَّ الطفل منذ صغره بعادة القراءة فلن يهتمَّ بها مستقبلًا، وإن مجرَّد اهتمام الطفل بقراءة مجلة خطوة على طريق اكتساب عادة القراءة».
حرَص منذ تأسيس المجلة وإصدارها على صَبْغها بالصِّبغة العربية الخليجية في المضمون والأحداث والشخصيات، واستقطب أبرز كتَّاب الأطفال ورسَّامي الكاريكاتير، فلاقت المجلة رواجًا كبيرًا من أطفال الوطن العربي؛ لأنها حافظت على خصوصية الطفل الخليجي. ومن شخصيات المجلة التي حظيت بمحبة الأطفال: (كسلان جدًّا)، و(موزة الحبوبة)، و(فضولي)، و(أبو الظرفاء)، و(زكية الذكية)، و(شمسة ودانة)، و(النقيب فهمان والمساعد خلفان). وقال: «إن المجلة تستهدف الطفلَ الذي يعيش في بيئة محافظة، وتغرس فيه القيم الدينية والوعي الثقافي، والمحافظة على هُويَّته، والاعتزاز بتاريخه العربي. وواكبت التقدُّم الاجتماعي الذي شهدته الإمارات في تلك المرحلة، فضلًا عن إنشاء قناة على (يوتيوب)، تخطَّت آلاف المشاهدات، وموقع إلكتروني، فاحتفظت برونقها منذ صدورها حتى الآن».

## كتبه وقصصه
نشر أحمد عمر قصصًا مفردة مصوَّرة للأطفال، منها:
1. كسلان جدًّا حول العالم وقصص أُخرى، رسوم مصطفى رحمة، مؤسسة الاتحاد للصِّحافة والنشر، أبو ظبي، 2001، في 114 صفحة.
2. كسلان جدًّا وحكاياته العجيبة، رسوم مصطفى رحمة، مؤسسة الاتحاد للصِّحافة والنشر، أبو ظبي، 2001، في 128 صفحة.

## قالوا عنه
- قال عنه الكاتب عبد الله أبو ضيف: «أحمد عمر لم يكن فقط رائدًا في مجاله، بل كان أيضًا مُلهِمًا للأجيال بفضل جهوده وإبداعه. استطاع أن يغرس حبَّ القراءة في نفوس الأطفال، وأن يقدِّم لهم مجلة ماجد التي كانت ولا تزال نافذةً إلى عالمهم الخاص، محققة توازنًا بين التسلية والتعليم، وراسمة في أذهانهم ذكريات لا تُنسى».[2]
- وصفه الصَّحَفي علي العمودي بقوله: «كان بهدوئه المُعتاد يحرِصُ على تشجيع محرِّريه والعاملين معه، ويغرس فيهم الثقة بأنفسهم ليُبدعوا في النجاح، والتفوُّقُ فيه رهينُ الإبداع والتميُّز لإرضاء القرَّاء، وأصعبُهم الأطفال. وبروح الفريق الواحد نجحَ وفريقُ عمله. كنت أغبِطُه على قدرته الكبيرة على تنظيم العمل بكل هدوء، وتسليم عدد المجلة للمطبعة قبل شهر، لتكون في الموعد المحدَّد بين يدي القارئ. انعكست شخصيته الهادئة والمتواضعة على كل مَن حوله من العاملين ومَن تعامل معه».[5]
- أثنى عليه الكاتب الروائي علي أبو الريش قائلًا: «أحمد عمر ليس صَحافيًّا فحسب، بل كان مفكرًا من الوزن الثقيل، يُدلي بأفكار موسوعية في مختلِف مجالات الحياة في السياسة والثقافة عدا الاقتصاد، فقد كان يقول دومًا: لا شأنَ لي في هذا المجال، ثم يبتسم ابتسامة تندُّ عن هموم رجل ليس في ما يهم الطفل فحسب، بل يتجاوز ذلك إلى حدود ما يعصف بالوطن العربي من رياح تهبُّ من هنا وهناك، وكانت السيجارة لا تفارق شفتيه، حيث كان يجد فيها لسانَ لهب يحرق حطبَ قلقه على ما يحدث في عالمنا المنكوب بالإخفاقات المتتالية كأمواج البحر».[8]
- نعاه الشيخ عبد الله آل حامد، رئيسُ المكتب الوطني للإعلام ورئيس مجلس إدارة مجلس الإمارات للإعلام، قائلًا: «إن الراحل أحمد عمر هو أحد روَّاد صِحافة الطفل والإعلام الهادف؛ ساهم من الإمارات في تجرِبة رائدة ناجحة عبَّرت بصدق عن بيئة وخيال وعقول أطفال العرب، احتضنت مواهبهم وحلَّقت بخيالهم في آفاق المستقبل بالكلمة والرسم والفكرة».[11]

## تكريمه
حصد جائزة صِحافة الطفل عام 2004 تكريمًا لإسهاماته الكبيرة في هذا المجال.

## وفاته
توفي أحمد عمر في القاهرة، يوم الجمعة 5 صفر 1446هـ الموافق 9 أغسطس (آب) 2024م، عن عمر ناهز الخامسة والثمانين.

## وصلات خارجية
- أحمد عمر.. وداعًا مبدع صحافة الأطفال